# Çağla
Çağla est un prénom féminin turc. En turc, çağla désigne une amande non mûre.

## Personnalités
- Çağla Büyükakçay (1989- ), joueuse de tennis turque ;
- Çağla Kubat (1979- ), mannequin et actrice turque.

Pour les articles sur les personnes portant ce prénom, consulter les listes générées automatiquement pour Çağla